# Медведь, Михаил Денисович
Михаил Денисович Медведь (20.11.1925, Черниговская область — 11.06.1984) — разведчик 735-го стрелкового полка 166-й стрелковой дивизии 6-й гвардейской армии 2-го Прибалтийского фронта. На момент представления к награждению орденом Славы 1-й степени — ефрейтор, впоследствии – старшина.

## Биография
Родился 20 ноября 1925 года в селе Комань Новгород-Северского района Черниговской области Украины. Украинец. Окончил 9 классов.
В Красной Армии с 1943 года. Участник Великой Отечественной войны с сентября 1943 года. Сражался на Центральном, Белорусском, 1-м Белорусском, 1-м и 2-м Прибалтийских фронтах. Принимал участие в освобождении Белоруссии, Прибалтики. Член ВКП/КПСС с 1943 года.
Разведчик 137-й отдельной разведывательной роты (194-я стрелковая дивизия, 48-я армия, Центральный фронт) красноармеец Михаил Медведь 10 ноября 1943 года у населенного пункта Стрешин Могилёвской области Белоруссии ворвался в блиндаж и захватил в плен офицера.
Приказом по 194-й стрелковой дивизии от 11 декабря 1943 года за мужество и отвагу, проявленные в боях, красноармеец Медведь Михаил Денисович награждён орденом Славы 3-й степени.
Разведчик 735-го стрелкового полка ефрейтор Михаил Медведь 17 сентября 1944 года в бою под станцией Миса проник в тыл противника и добыл сведения, которые помогли подавить огневые средства врага.
Приказом по 4-й ударной армии от 31 октября 1944 года за мужество и отвагу, проявленные в боях, ефрейтор Медведь Михаил Денисович награждён орденом Славы 2-й степени.
В ночь на 20 февраля 1945 года в бою за город Приекуле в составе 735-го стрелкового полка ворвался в траншею противника, уничтожил троих противников и одного пленил, захватил ценные документы.
Указом Президиума Верховного Совета СССР от 29 июня 1945 года за образцовое выполнение заданий командования в боях с немецко-вражескими захватчиками ефрейтор Медведь Михаил Денисович награждён орденом Славы 1-й степени, став полным кавалером ордена Славы.
В 1945 году старшина М. Д. Медведь демобилизован из Вооруженных Сил СССР. Жил в городе Первомайск Ворошиловградской области Украины. Работал на шахте. Скончался 11 июня 1984 года.
Награждён орденами Славы 1-й, 2-й и 3-й степени, медалями.